# داني يبرش
داني يبرش (بالإنجليزية: Martin Stone)‏ هو مصارع محترف بريطاني، ولد في 31 ديسمبر 1981 في لندن في المملكة المتحدة.

## وصلات خارجية
- داني يبرش على موقع دبليو دبليو إي (الإنجليزية)
- داني يبرش على موقع WrestlingData.com (الإنجليزية)
- داني يبرش على موقع CageMatch worker (الإنجليزية)
- داني يبرش على موقع قاعدة بيانات المصارعة على الإنترنت (الإنجليزية)
- داني يبرش على موقع عالم المصارعة على الإنترنت (الإنجليزية)

- داني يبرش على موقع IMDb (الإنجليزية)
- داني يبرش على موقع قاعدة بيانات الفيلم (الإنجليزية)